# 项姓
項姓為中文姓氏之一，在《百家姓》中排名第125位。

## 起源
源出有二：
1. 出自姬姓：周朝時有項國，在今河南省項城縣。項國是周朝的同姓（姬姓）諸侯，後被楚國所滅，項國國君之後代便以國名為姓，稱項氏。[來源請求]
2. 出自芈姓：為楚國宗室後裔。春秋時期，楚國公子燕受封於項城（今河南省項城縣）。後來公子燕被齊國打敗，其子孫遂以封地「項」命姓，稱項姓。楚國大將項燕、西楚霸王項羽等屬這一支。[原創研究？]

## 播遷
項姓相比其他姓氏源頭比較單一，主要都在黃河流域。現今雖分佈甚廣，然在中國大陸和台灣，均未進入過前一百大姓之列。今日項姓在中國大陸，約佔全國漢族人口0.06%，居163位，以湖南、浙江、湖北、貴州、山東等省多此姓，四省項姓約佔全國項姓人口的74%。

## 延伸阅读
[在维基数据编辑]
 《百家姓》
 《欽定古今圖書集成·明倫彙編·氏族典·項姓部》，出自陈梦雷《古今圖書集成》